# Ripač
Ripač je naselje v občini Bihać, Bosna in Hercegovina. 

## Deli naselja
Brekinje, Mahala, Otoka, Podastrana in Ripač.

## Prebivalstvo
| Pregled števila prebivalcev po letih | Pregled števila prebivalcev po letih | Pregled števila prebivalcev po letih | Pregled števila prebivalcev po letih | Pregled števila prebivalcev po letih | Pregled števila prebivalcev po letih |
| ------------------------------------ | ------------------------------------ | ------------------------------------ | ------------------------------------ | ------------------------------------ | ------------------------------------ |
| 1948                                 | 1953                                 | 1961                                 | 1971                                 | 1981                                 | 1991                                 |
| -                                    | -                                    | -                                    | 1.456                                | 1.712                                | 1.724                                |

| Narodna sestava prebivalstva po letih                                                                                                | Narodna sestava prebivalstva po letih                                                                                                  | Narodna sestava prebivalstva po letih                                                                                               |
| --- | --- | --- |
| 1971 | 1981 | 1991 |
| . skupaj: 1.456 Muslimani 1.045 (71,77 %) Srbi 263 (18,06 %) Hrvati 74 (5,08 %) Jugoslovani 57 (3,91 %) drugi in neznano 17 (1,16 %) | . skupaj: 1.712 Muslimani 1.110 (64,83 %) Srbi 341 (19,91 %) Hrvati 14 (0,81 %) Jugoslovani 237 (13,84 %) drugi in neznano 10 (0,58 %) | . skupaj: 1.724 Muslimani 1.297 (75,23 %) Srbi 339 (19,66 %) Hrvati 12 (0,69 %) Jugoslovani 70 (4,06 %) drugi in neznano 6 (0,34 %) |